# Schulz-Flory-Verteilung
Eine Schulz-Flory-Verteilung (nach Paul John Flory und Günter Victor Schulz) ist eine Verteilungsfunktion, die bei der Molekulargewichtsverteilung von Polymeren angewendet werden kann. Diese Verteilung wird bei vielen Reaktionen, vor allem  Polykondensation und gezielt beendeten Polymerisationen gefunden.
Eine mit der Schulz-Flory-Verteilung eng verwandte Verteilung ist die Schulz-Zimm-Verteilung.

## Beschreibung
Gegeben sei die Wahrscheinlichkeit {\displaystyle p} für eine Kettenverlängerung, bzw. {\displaystyle 1-p} für eine Kettenabbruchreaktion.
Dann ist die diskrete Wahrscheinlichkeit eine Kette mit {\displaystyle N} Monomeren anzutreffen, gleich der Wahrscheinlichkeit für {\displaystyle (N-1)} erfolgreiche Reaktionen und eine Kettenabbruchreaktion:
{\displaystyle p(N)=p^{N-1}(1-p)}.
Diese Wahrscheinlichkeit entspricht dem Stoffmengenanteil {\displaystyle x_{a}(N)=p(N)} der Ketten mit {\displaystyle N} Monomeren.
Der Stoffmengenanteil folgt nach obiger Formel einer  geometrischen Verteilung, daher ist die mittlere Kettenlänge {\displaystyle \langle N\rangle =\sum _{n}p(N=n)n=1/(1-p)}.
Häufig wird auch {\displaystyle a=(1-p)} als die Wahrscheinlichkeit eingeführt, dass keine Kettenverlängerung stattfindet – dementsprechend ist {\displaystyle p=1-a} die Wahrscheinlichkeit, dass eine Kettenverlängerung stattfindet. Dann ergibt sich
{\displaystyle x_{a}(N)=a(1-a)^{N-1}},
wobei {\displaystyle 0<a<1} praktisch eine empirisch ermittelte Konstante ist. 
Der Gewichtsanteil {\displaystyle w_{a}(N)} von Ketten der Länge {\displaystyle N} ist definiert als:
{\displaystyle w_{a}(N)={\frac {\text{Masse aller N-Mere}}{\text{Gesamtmasse}}}={\frac {(Nm_{0})\cdot x_{a}(N)}{\sum _{N=0}^{\infty }Nm_{0}x_{a}(N)}}=a^{2}N(1-a)^{N-1}},
wobei {\displaystyle Nm_{0}} die Masse eines N-Mers ist und {\displaystyle m_{0}} die Monomermasse ist.
Der Zahlenmittel ist gegeben durch
{\displaystyle {\overline {M}}_{n}=\sum _{n}p(N=n)m_{0}n=m_{0}\langle N\rangle =m_{0}/(1-p),}
der Massenmittel ist gegeben durch 
{\displaystyle {\overline {M}}_{w}=\sum _{n}w_{a}(N=n)m_{0}n=(1+p){\overline {M}}_{n}.}

Gewichtsanteil nach Schulz-Flory-Verteilung

Bei der Schulz-Flory-Verteilung ist die Polydispersität
{\displaystyle Q={\frac {{\overline {M}}_{w}}{{\overline {M}}_{n}}}={1+p}}.
Daher ist {\displaystyle \lim _{p\to 1}Q=2}.

## Oligomerisierung von Ethen

Gewichtsanteil für die Schulz-Flory-Verteilung bei der Oligomerisierung von Ethen mit Ausgleichslinie (grün)

Bei der Oligomerisierung von Ethen zu längeren α–Olefinen werden einige technische Verfahren realisiert, deren Produktgemische einer Schulz-Flory-Verteilung zu Grunde liegen. Hochrelevante Anwendungen hierfür sind das SHOP-Verfahren oder die Ziegler-Alfen-Synthese.

Die Abbildung zeigt die Massenanteile der jeweils entstehenden Produkte im Vergleich zur Gesamtmasse. Sortiert sind die Produkte nach der Anzahl an Kohlenstoffatomen. Es ist zu erkennen, dass bei einem Produktgemisch, das nach der Schulz-Flory-Verteilung verteilt ist, bevorzugt kurzkettige α-Olefine gebildet werden. Je länger die Kohlenstoffketten werden, desto geringer ist deren Vorkommen im Produktgemisch. Als Hauptprodukte werden hier die Teilchen bezeichnet, die nicht mehr als zwölf Kohlenstoffatome besitzen. Zu beachten ist, dass bei der Oligomerisierung von Ethen ausschließlich Moleküle mit einer geraden Anzahl von Kohlenstoffatomen entstehen. Die Ausgleichslinie (grün) verdeutlicht, dass eine Schulz-Flory-Verteilung vorliegt, wobei alle möglichen Zustände durch Kreuze markiert sind.